# Thespesia danis
Thespesia danis är en malvaväxtart som beskrevs av Oliver. Thespesia danis ingår i släktet Thespesia och familjen malvaväxter. Inga underarter finns listade i Catalogue of Life.